# André Alexandre Froger de La Rigaudière
Pour les articles homonymes, voir Froger.
Pour les autres membres de la famille, voir famille Froger de la Rigaudière et de l'Éguille.
André Alexandre Froger de La Rigaudière, parfois appelé André de Froger ou La Rigaudière, né en 1722, mort en 1807, seigneur de La Rigaudière, est un officier de marine, premier lieutenant de vaisseau de la Compagnie des Indes, chevalier de Saint-Louis, auteur d'une correspondance sur les colonies.

## Biographie

Armes des Froger de la Rigaudière.

Né aux Mathes en Saintonge le 10 septembre 1722, André Alexandre Froger est le fils aîné de Michel-Honoré (ou Michel-André) Froger de La Rigaudière (1687-1759), officier de marine, et de Jeanne-Allouée Baudoin de Laudouine. Il est le petit-fils d'André Froger de La Rigaudière, officier de marine anobli en 1711, et qui est son parrain de baptême quatre jours plus tard, sa marraine étant Catherine-Judith Froger de la Rigaudière,,.
André Alexandre a cinq ans lorsque son père est retraité, la famille a des revenus modestes. Selon J. Daniel, il devient probablement garde-marine. Sa première campagne connue débute en 1744, sur la frégate la Cibèle.

### La Compagnie des Indes
Il passe au service de la Compagnie des Indes orientales en 1745, et effectue plusieurs campagnes, d'abord sur la frégate La Comtesse, puis sur le vaisseau de ligne L'Achille, et participe aux combats contre les corsaires anglais. Le 6 juillet 1746, à la bataille de Négapatam remportée sous les ordres de M. de La Bourdonnais, il est blessé. En septembre suivant, il participe à la prise de Madras puis à différents combats aux alentours.
Il contribue en mars 1747, devant Madras, à la prise d'un vaisseau anglais et de sa cargaison valant 2 500 000 livres, puis en août à la défense de Pondichéry. Il rentre en France en 1748.

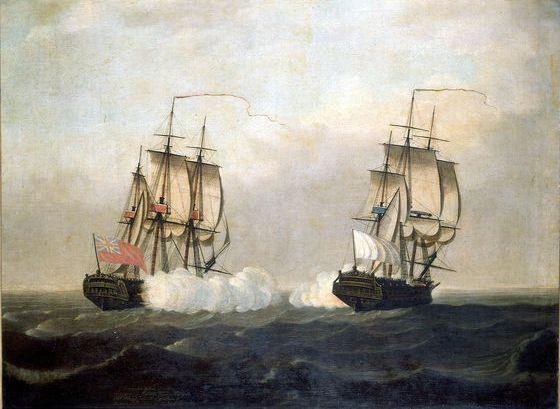
Il participe en 1758 à la bataille de Négapatam.

Reparti sur le Duc de Parme en octobre 1750 pour le Bengale, il y effectue une campagne de vingt-deux mois, jusqu'en 1752. Il repart encore pour les Indes en 1756, sur le Saint-Louis. Il navigue et combat pendant trois ans aux Indes et dans l'océan Indien. Lors de la bataille de Négapatam le 3 août 1758, il est à bord du vaisseau du chef d'escadre d'Aché qui s'en estime « très content ». 
Il débarque à l'Isle de France (actuelle île Maurice) en septembre 1759. Il en repart comme premier lieutenant de vaisseau sur Le Dromadaire.

### Correspondance sur les colonies
André Froger de La Rigaudière est plus tard officier major à Saint-Domingue. Il écrit alors trente-quatre lettres, datées d'avril à novembre 1762, qui forment une correspondance présentant la situation des colonies françaises à l'époque de la Guerre d'indépendance des États-Unis.
Il reçoit en décembre 1762 la croix de chevalier de Saint-Louis pour ses services, avec l'appui de son oncle le chef d'escadre Michel Joseph Froger de l'Éguille. Il semble terminer sa carrière maritime à cette époque.

### Possessions, activité minière et industrielle, reconstruction de son château

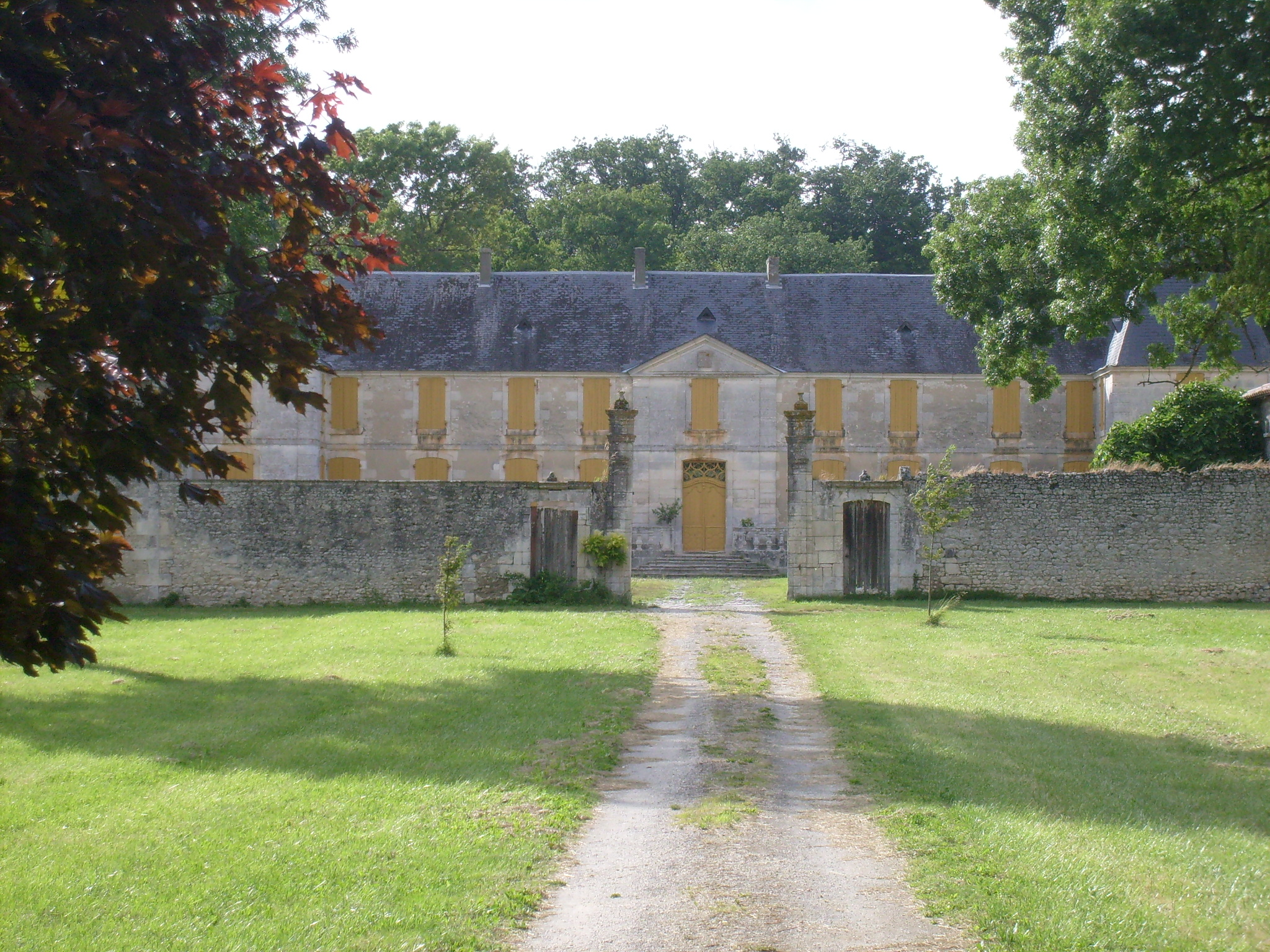
Le château de la Rigaudière qu'il fait reconstruire vers 1775.

Déjà propriétaire de « La Rigaudière », en Médis, héritée de son père, il achète en avril 1761 une autre propriété, « La Roche Françoise », sur la paroisse de Marennes, puis en 1764 le domaine noble de Tasserant et en octobre 1774 le domaine noble de Puiraveau. Il possède aussi et exploite les mines de Villefort, une fonderie à Roquemaure et la forêt de Silvercal ; il les vend en 1773 à Charles-Léon de Guiton de Maulévrier. Ce serait avec le produit de cette vente qu'il aurait fait reconstruire vers 1775 son château de la Rigaudière, subsistant actuellement, classé Monument historique,.

### Pendant la Révolution
En prélude aux États généraux de 1789, La Rigaudière participe aux États provinciaux de la noblesse, au titre de son fief de Médis. Lors de la Révolution française, son château est perquisitionné en mars 1790, par les autorités municipales et la Garde nationale, qui ne trouvent pas les armes et munitions que la rumeur lui attribuait. Il ne semble pas être autrement inquiété, et son château n'est pas endommagé. En 1799, un certificat de civisme atteste qu'il n'a pas émigré et qu'il continue à percevoir sa pension d'ancien premier lieutenant des vaisseaux de la Compagnie des Indes. 

### Décès, postérité
Il meurt à La Rigaudière le 3 octobre 1807.
Il avait épousé Louise Andrée Lind, ou de L'Ind, peut-être indienne, hollandaise ou anglaise, qui meurt en 1762.
- Il en a deux filles :
  - Marie-Thérèse-Jeanne Froger de La Rigaudière (née en 1753), qui épouse en mai 1775 M. Montalier de Grissac, conseiller au parlement de Bordeaux[7]
  - Marie-Julie-Adélaïde Froger de La Rigaudière (née en 1761), qui épouse en mai 1789 Joseph Bernard de Bouet du Portal, officier d'artillerie[7].

D'une liaison avec Marguerite Godard, il a une fille naturelle, Anne-Marguerite-Elisabeth Froger, qui épouse en mai 1779 Jean Pierre Lebourdier, commis d'instruction, puis qui, veuve, se remarie en octobre 1780 avec N. Fillette, chirurgien.